# Lovelight
«Lovelight» (en español: «Luz del amor») es el segundo sencillo del álbum Rudebox de Robbie Williams, la canción se estrenó a finales del 2006 teniendo moderado éxito en Europa continental y llegando al número 8 en Reino Unido, estando en líneas generales por debajo de la performance que venía teniendo Williams y de la que esperaba EMI.
El sencillo fue acompañado por un videoclip dirigido por Jake Nava.

## Listas de temas
Reino Unido CD1 / Europa continental CD
1. "Lovelight"
2. "Mess Me Up"

Reino Unido CD2
1. "Lovelight" (album version)
2. "Lovelight" (Soulwax Ravelight vocal mix)
3. "Lovelight" (Kurd Maverick vocal mix)
4. "Lovelight" (Soul Mekanik Mekanikal mix)
5. "Lovelight" (Dark Horse mix)
6. "Lovelight" (Soulwax Ravelight dub)

Reino Unido DVD
1. "Lovelight" (video)
2. "Mess Me Up" (audio)
3. "Lovelight" (Soul Mekanik Mekanikal mix audio)
4. DVD trailer
5. Photo gallery

Italia 12"
A1. "Lovelight" (Kurd Maverick vocal) – 6:47
A2. "Lovelight" (Kurd Maverick dub) – 8:04
B1. "Lovelight" – 4:02
B2. "Lovelight" (Soulwax Ravelight vocal) – 6:56
Australia CD
1. "Lovelight" (album version)
2. "Lovelight" (Soulwax Ravelight vocal mix)
3. "Lovelight" (Kurd Maverick vocal mix)
4. "Lovelight" (Soul Mekanik Mekanikal mix)
5. "Lovelight" (Dark Horse mix)